# Kazimierzowo (rejon ignaliński)
Kazimierzowo (lit. Kazimieravas) – wieś na Litwie, w okręgu uciańskim, w rejonie ignalińskim, w starostwie Nowe Daugieliszki.

## Historia
W czasach zaborów zaścianek leżał w granicach Imperium Rosyjskiego.
W dwudziestoleciu międzywojennym wieś leżała w Polsce, w województwie nowogródzkim (od 1926 w województwie wileńskim), w powiecie brasławskim, w gminie Rymszany.
Według Powszechnego Spisu Ludności z 1921 roku zamieszkiwało tu 119 osób, 109 było wyznania rzymskokatolickiego a 16 staroobrzędowego. Jednocześnie 105 mieszkańców zadeklarowało polską przynależność narodową a 14 rosyjską. Były tu 23 budynki mieszkalne. W 1931 w 24 domach zamieszkiwało 134 osoby.
Wierni należeli do parafii rzymskokatolickiej w Rymszanach. Miejscowość podlegała pod Sąd Grodzki w m. Turmont i Okręgowy w Wilnie; właściwy urząd pocztowy mieścił się w Rymszanach.